# Îles Habibas
Îles Habibas är öar i Algeriet.   De ligger i provinsen Oran, i den norra delen av landet, 400 km väster om huvudstaden Alger. Arean är 0,40 kvadratkilometer.
Terrängen på Îles Habibas är platt. Öns högsta punkt är 67 meter över havet. Den sträcker sig 1,1 kilometer i nord-sydlig riktning, och 1,5 kilometer i öst-västlig riktning.